# Comité Olímpico Paraguayo
El Comité Olímpico Paraguayo (COP) es la entidad deportiva de Paraguay que atiende en el país todo lo relacionado con la aplicación de los principios que conforman la Carta Olímpica, conjunto de normas y reglamentaciones del Comité Olímpico Internacional (COI).
EL COP fue fundado y reconocido por el Comité Olímpico Internacional el año 1970 y su sede se encuentra en el barrio Ñu Guazú de la ciudad de Luque, cerca de la capital, Asunción. El Parque Olímpico se inauguró en 2017.